# 9030 Othryoneus
9030 Othryoneus eller 1989 UX5 är en trojansk asteroid i Jupiters lagrangepunkt L5. Den upptäcktes 30 oktober 1989 av den amerikanska astronomen Schelte J. Bus vid Cerro Tololo. Den är uppkallad efter Othryoneus i den grekiska mytologin.
Asteroiden har en diameter på ungefär 32 kilometer.